# Assi El Helani
Mohammed Muzen El Helani ( Arabisch : محمد مزين الحلاني) ook gekend als Assi El Helani (Baalbek, 28 november 1970), is een Libanese zanger.

## Biografie
El Helani is afkomstige uit een groot sjiïtisch gezin: hij is de derde van 13 kinderen. Hij begon zijn muzikale carrière in de jaren 1990 met het zingen van traditionele Libanese liederen zoals Hawara. Zijn muziekcarrière kwam op gang nadat hij op 17-jarige leeftijd de Studio Al fan-prijs won. In 1995 had hij zijn eerste hit met het lied Wani Mareg Mareit. Hij heeft in meerdere samenwerkingsverbanden gezongen, waarvan het duet Ouli Jayi met zangeres Carole Saqer (2004) tot de bekendste hoort.
Tijdens de Israëlisch-Libanese Oorlog van 2006 is El Helani uitgeweken naar Egypte, alwaar hij het album Dagat Galbi opnam. El-Helani is politiek geëngageerd en wordt geassocieerd met de voormalige Libanese premier Saad Hariri.
Hij is jurylid bij de Arabische editie van The Voice.
El Helani kreeg kritiek toen hij eind 2020 een nieuwjaarsconcert gaf tijdens de coronapandemie.

### Privéleven
Assi El Helani is getrouwd met Colette Boulos. Het koppel heeft drie kinderen, waarvan er twee een muziekcarrière hebben.

### Discografie
| Album               | Jaar |
| Mahlana Sawa        | 1991 |
| Ya Hala             | 1993 |
| Mahr El Zina        | 1993 |
| Wani Marek Mareit   | 1994 |
| Ya Meama            | 1995 |
| Ahebak Jedan        | 1995 |
| Ya Maima            | 1996 |
| Ahla El Oyoun       | 1998 |
| Shog El Sahara      | 1999 |
| Kid Ozzalak         | 2000 |
| Ater El Mahabah     | 2001 |
| El Qarar            | 2002 |
| Forsat Omor         | 2003 |
| Zghiri El Dinney    | 2004 |
| Dagat Galbi         | 2006 |
| Ouwetna Bi Wehdetna | 2007 |
| Yemkin              | 2008 |
| 010                 | 2010 |
| Rouhak Ana          | 2011 |
| Assi 2013           | 2013 |
| Habib El Alb        | 2017 |
| Kel Al Fousoul      | 2021 |

- Bibliothèque nationale de France: cb140324498 (data)
- International Standard Name Identifier: 0000 0000 0321 4216
- MusicBrainz: 614cf8ea-27bb-4354-b3c1-0c87bb1774bb
- Virtual International Authority File: 32197707